# Francisco de Azevedo
Francisco de Azevedo (? - 1637) foi um administrador colonial português.
Governou, o Grão-Pará,  como capitão ou capitão-mor, de 24 dezembro de 1636 a 17 de março de 1637, onde sucedeu no cargo a Luís do Rego Barros, sendo depois substituído interinamente por Aires de Sousa Chichorro e depois, definitivamente, por Feliciano de Sousa e Meneses.
Segundo o historiador e administrador colonial português Bernardo Pereira de Berredo e Castro, Francisco de Azevedo faleceu inesperadamente no exercício do cargo, em 3 de fevereiro de 1637. O cargo ficou vago até 17 de março seguinte, quando foi assumido interinamente por Aires de Sousa Chichorro.
Em Belém, Francisco de Azevedo tinha sido "recebido pelos moradores com as mais verdadeiras estimações", e morreu quando estava "desempenhando bem, no exercício daquele lugar, as expectações". O seu falecimento foi lamentado na capitania, que "padeceu o sentimento da sua morte, sem que o breve tempo da duração [do mandato] nos deixasse outra alguma memória".